# Hugh Cholmondeley (1er comte de Cholmondeley)
Pour les articles homonymes, voir Hugh Cholmondeley.
Hugh Cholmondeley (1662 - 18 janvier 1725), titré L'Honorable de sa naissance jusqu'en 1681 et connu ensuite sous le nom de vicomte Cholmondeley en 1706, est un pair et un homme politique anglais. 

## Biographie
Il est le fils aîné de Robert Cholmondeley (1er vicomte Cholmondeley) et d'Elizabeth Cradock, et fait ses études à Christ Church, Oxford. En 1681, il succède à son père comme second vicomte Cholmondeley, mais comme il s'agit d'une pairie irlandaise, cela ne lui donne pas droit à un siège à la Chambre des lords anglaise. Il appuie la revendication du trône anglais de Guillaume III d'Orange-Nassau et de Marie II et, après leur accession au pouvoir en 1689, il est récompensé en étant nommé baron Cholmondeley, de Namptwich dans le comté de Chester, dans la pairie d'Angleterre (qui lui donna un siège dans la Chambre des lords). La pairie est créée avec reste à son frère cadet George. En 1706, il est admis au Conseil privé et devient vicomte de Malpas, dans le comté de Chester, et comte de Cholmondeley, dans le comté de Chester, avec un reste similaire. 
Lord Cholmondeley est nommé contrôleur de la maison par la reine Anne en 1708. Il n’a occupé ce poste que jusqu'en octobre de la même année, date à laquelle il est nommé trésorier de la Maison. Il est démis de ses fonctions en 1713 mais restauré lorsque George Ier devient roi en 1714. Il est également Lord Lieutenant d'Anglesey, Caernarvonshire, Denbighshire, Flintshire, Merionethshire et Montgomeryshire de 1702 à 1713 et de 1714 à 1725 et de Cheshire entre 1703 et 1713, 1714 et 1725. 
Lord Cholmondeley est décédé en janvier 1725. Il ne s'est jamais marié et son frère cadet, George, qui a déjà été élevé dans la pairie à part entière comme baron Newborough, lui succède. 